# ويلينغتون (لاعب كرة قدم مواليد 1982)
ويلينغتون (بالبرتغالية: Wellington da Silva Serezuella‏) هو لاعب كرة قدم برازيلي في مركز الوسط، ولد في 13 سبتمبر 1982 في كامبي في البرازيل. لعب مع أتلتيكو باراناينسي وريد بل براغانتينو وسبورت ريسيفي ونادي أيه بي سي ونادي بارانا ونادي جريميو مارينغا ونادي ريو برانكو ونادي فورتاليزا ونادي فيروفياريا ونادي كريسيوما.